# فليتنر في 282
فليتنر في 282 كوليبري ("Hummingbird") هي طائرة هليكوبتر دوارة متشابكة ذات مقعد واحد، أنتجها أنتون فليتنر الألماني. وفقًا لـ Yves Le Bec، كانت الطائرة أول طائرة هليكوبتر إنتاجية في العالم. 

## تاريخ العمليات

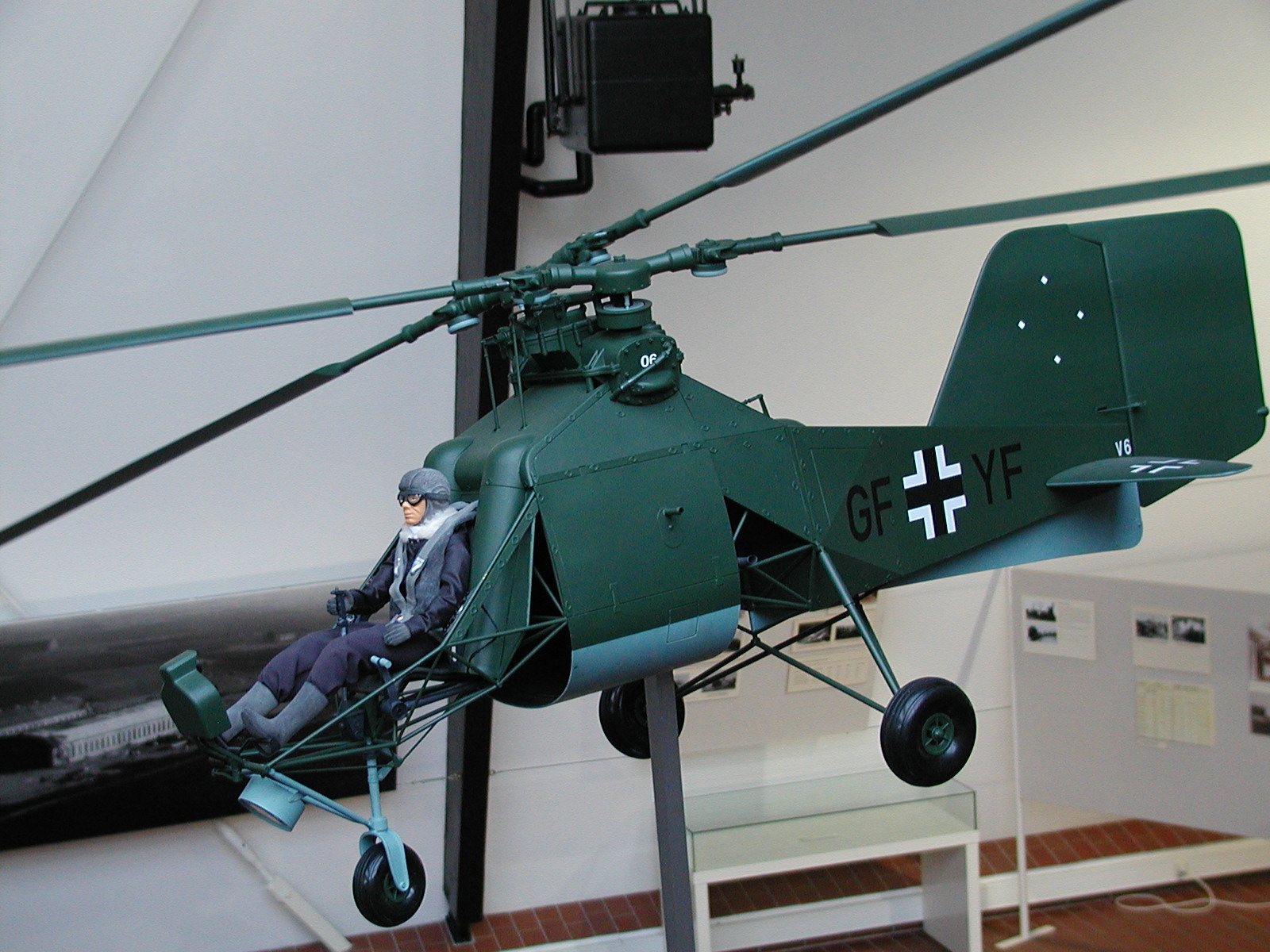
نموذج 282

تضمنت الأدوار المقصودة لطائرة 282 عناصر النقل بين السفن والاستطلاع. ومع ذلك، مع تقدم الحرب، بدأت لوفتفافه بالتفكير في تحويل Fl 282 لاستخدامها في ساحة المعركة. حتى هذا الوقت تم قيادة الطائرة بواسطة طيار واحد، ولكن بحلول ذلك الوقت تمت إضافة مراقب في الجزء الخلفي من الطائرة، مما أدى إلى إصدار B-2.  في وقت لاحق أثبتت B-2 أنها طائرة رصد مدفعية مفيدة وتم إنشاء وحدة مراقبة في عام 1945 تضم ثلاث مروحيات في 282 وثلاث مروحيات فا 223. 
قاد التعامل الجيد في الطقس السيئ وزارة الطيران الألمانية إلى إصدار عقد في عام 1944 لشركة بي إم دبليو لإنتاج 1000 وحدة. ومع ذلك، تم تدمير مصنع الشركة في ميونيخ بسبب غارات الحلفاء بعد إنتاج 24 آلة فقط. 
قرب نهاية الحرب العالمية الثانية، تمركز معظم أفراد Fl 282s الذين بقوا على قيد الحياة في Rangsdorf، في دورهم كمكتشفين للمدفعية، لكنهم سقطوا تدريجيًا ضحية للمقاتلين السوفييت والنيران المضادة للطائرات.

## النماذج
في 282 V1 / 7
النماذج الأولية.
في 282A-1
طائرة استطلاع بحري بمقعد واحد، للتشغيل من الطرادات والسفن الحربية الأخرى. تم اختبارها في بحر البلطيق والبحر المتوسط وبحر إيجه.
في 282A-2
طائرة استطلاع ذات مقعد واحد للغواصات المجهزة بحظيرة سطح خاصة، مشروع فقط ولم ينفذ.
في 282بي-1 / بي-2
مروحية استطلاع ذات مقعدين

## المشغلون
ألمانيا النازية
- لوفتفافه